# MYA
MYA fue un dúo argentino formado en 2014 en Buenos Aires (Argentina), por sus integrantes Máximo Espíndola y Agustín Bernasconi. El dúo se conoció grabando la serie Aliados creada por Cris Morena y a su vez se juntaban a grabar versiones que subían a YouTube.
Tras el lanzamiento de su sencillo debut «Amor prohibido» (2017), la banda ha lanzando hasta la actualidad dos álbumes de estudios: Hoy (2019) y Suena MYA! (2021). La agrupación a lo largo de su carrera ha colaborado con artistas como: Pedro Capó, Ha*Ash, Abraham Mateo, Feid, Leslie Grace, Rombai, Dvicio, Mau y Ricky, Emilia, Ruggero, Rusherking, Tini, Lit Killah, Manuel Turizo y Soledad Pastorutti.

## Carrera profesional

### 2013-2016: Orígenes y formación
En 2013, Máximo Espíndola y Agustín Bernasconi, luego de realizar un casting, fueron seleccionados por Cris Morena para integrar el elenco principal de la serie juvenil Aliados emitida por Telefe, allí Espíndola interpretó a Gopal, un ser de luz que viene a salvar Manuel, interpretado por Bernasconi, quién sufría bullying por parte de sus compañeros del colegio por cantar. De esa forma los actores formaron una amistad y al instante, se fueron a vivir juntos en un departamento, el cual también lo compartieron con el youtuber Julián Serrano y el actor Eliseo Rentería por tres años. Durante ese tiempo, se juntaban a grabar versiones de canciones de otros artistas musicales para subirlos a YouTube, lo cual comenzó a tener repercusión entre los fanes de las serie; inclusive llevó a que la discográfica Sony Music Argentina se interesara por ellos y de esa forma firmaron un contrato en 2017 para comenzar con su carrera musical.
Una vez terminada la serie Aliados en 2014, el dúo siguió incursionado en la actuación. Máximo apareció en distintas ficciones nacionales como Secretarias (2017) y Quiero vivir a tu lado (2017) . Por su parte, Agustín interpretó a Gastón Perida en serie Soy Luna de Disney Channel durante sus dos primeras temporadas en 2016 y 2017, ya que para este último año comenzaría a focalizarse en su proyecto musical junto a Espíndola, de esa forma, su personaje tuvo algunas apariciones en la tercera y última temporada emitida en el año 2018.

### 2017-2019: Primer álbum de estudio

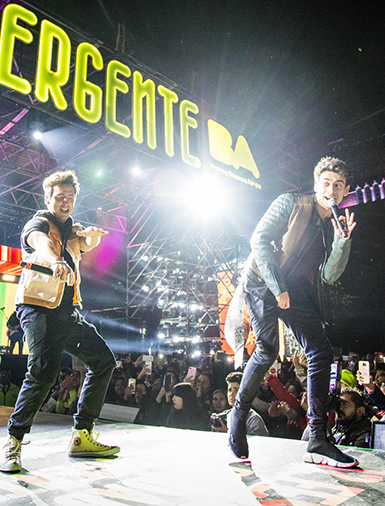
MYA en el Festival Ciudad Emergente en 2019.

El 22 de agosto de 2017, lanzaron al mercado su primer sencillo «Amor prohibido». La canción fue grabada en Miami, mezclada en Los Ángeles y masterizada en Nueva York bajo la producción de Rafael Arcaute y Nicolás Cotton. Asimismo, obtuvieron un reconocimiento al recibir una nominación a los premios Martín Fierro Digital como mejor video musical del año. A principios de 2018, lanzaron «Día y noche» como su segundo sencillo, el cual fue coescrito con Rafael Arcaute y Andy Clay, teniendo a Mosty como el encargado de masterizar y mezclar la canción. El videoclip fue filmado en Miami y dirigido por Joaquín Cambré, siendo descripta la canción como un «ritmo fresco y urbano». Meses después, lanzaron su tercer sencillo titulado «A escondidas», cuyo video musical estuvo dirigido por Juan Ripari, fue coescrita con Juanfran Parra y Rafael Vergara y mezclada y masterizada por Nicolás Cotton.
El 29 de junio de 2018, presentaron su cuarto sencillo «Loco por ti», el cual marcó su primera colaboración musical con el cantante español Abraham Mateo y el cantante colombiano Feid. El sencillo debutó en el puesto 76 del Billboard Argentina Hot 100 y permaneció en la lista por 3 semanas. En septiembre de 2018, fueron invitados por su amigo Julián Serrano a realizar una colaboración musical en la canción «Dicen que». El 12 de octubre de ese año, lanzaron «Fuego» como su quinto sencillo y a su vez marcó su segunda colaboración, ya que sumaron a la cantante dominicana Leslie Grace y debutó en la posición 90 de la lista Billboard Argentina Hot 100. Además, el dúo ganó el premio a artista nuevo favorito en los Kids' Choice Awards Argentina.
A principios de 2019, el dúo lanzó como sexto sencillo de su álbum debut la balada «Te vas», cuyo videoclip fue filmado en Buenos Aires y fue galardonado en los Premios Quiero como el mejor video de una banda. Durante abril y mayo, participaron del High School Nation Tour que los llevó a recorrer Los Ángeles, San Francisco, Dallas, Miami, Phoenix, Houston, Nueva York y San Juan. El 15 de junio de ese mismo año, lanzaron como séptimo sencillo «Te olvidaré» en colaboración con el cantante puertorriqueño Pedro Capó. Debutó en la posición número 72 y alcanzó como máxima posición el puesto 30 de la lista Billboard Argentina Hot 100 y perduró por más de 15 semanas. Finalmente, lanzaron su disco debut Hoy, que estuvo conformado por 14 canciones, entre ellas los 7 sencillos que fueron lanzandos desde el comienzo de su carrera. Por su trabajo, recibieron su primera nominación a los Premios Carlos Gardel en la categoría Mejor Álbum de un Grupo Pop.
Luego del lanzamiento del álbum, se desprendieron dos sencillos más, uno de ellos fue «4 meses» junto a la banda española Dvicio y le siguió «Piénsalo», en colaboración con la banda uruguaya Rombai. Además de lanzar sus propios sencillos, el dúo fue invitado para colaboraciones con otros artistas de la industria, entre ellos el trapero argentino FMK quien los convocó para lanzar el tema «Calle 2 (remix)» junto al realizador de directos Coscu en octubre de 2019. A su vez, colaboraron con le dúo español Adexe & Nau en el sencillo «Me provoca». En ese mismo mes, el cantante italiano-argentino Ruggero Pasquarelli, lanzó junto al dúo el sencillo «Apenas son las 12», cuyo video musical fue dirigido por Martín Seipel y protagonizado por Johanna Francella.

### 2020-2022:Suena MYA!, gira y La voz Argentina
A principios de 2020, el dúo afirmó que su segundo álbum de estudio o posiblemente un EP ya estaba en desarrollo. Es así como el 11 de marzo de ese año junto a la cantante argentina Emilia Mernes, lanzaron «Histeriqueo» el primer sencillo de su próximo álbum y el cual se posicionó en el puesto 10 de la lista Monitor Latino Argentina Top 20 Nacional. Poco después, en mayo de 2020, lanzaron su segundo sencillo titulado «Una y mil veces» en colaboración con el dúo venezolano Mau y Ricky, el cual alcanzó el puesto 96 de lista Billboard Argentina Hot 100 y permaneció por 2 semanas. En agosto del mismo año, MYA lanzó «25 noches» en colaboración nuevamente con el cantante español Abraham Mateo. En septiembre de ese año, el dúo lanzó el sencillo «2:50», el cual alcanzó la posición número 21 en el ranking Billboard Argentina Hot 100.
En enero de 2021, lanzan su sencillo «Te quiero x eso», que alcanzó el número 54 en el ranking Billboard Argentina Hot 100. Al mes siguiente, publican el sencillo «Fuiste mía» en colaboración con el dúo estadounidense Ha*Ash. En febrero de ese año, los artistas fueron invitados por el cantante chileno Mati Gómez para colaborar en la canción «Vuelta al mundo». En abril, el grupo de cumbia Migrantes lanzó el tema «No bailo pa ti» que contó con MYA como artista invitado. El 21 de junio, el dúo lanzó el remix de «2:50», que contó con la colaboración de la cantante Tini y el rapero Duki. En Argentina, el sencillo debutó en la posición número 5 del Billboard Argentina Hot 100 y a la semana siguiente alcanzó la posición número 3, mientras que en España debutó en la posición número 59 y poco después logró posicionarse en el puesto 41. El remix recibió la certificación de doble disco de platino en Argentina y Uruguay.
En septiembre del 2021, el dúo publicó «Como + nadie» en colaboración con los raperos Lit Killah y Rusherking, que tuvo un moderado desempeño comercial, alcanzado el puesto número 25 de la lista Argentina Hot 100. El 23 de noviembre de ese año, lanzaron su segundo álbum de estudio titulado Suena MYA! en simultáneo con su séptimo sencillo «BB» junto a Emilia. La canción alcanzó la posición número 4 tanto en Argentina, como en Uruguay, mientras que en Costa Rica llegó al puesto 14 y en Paraguay a la posición 86. Para la promoción de su material, el grupo anunció el Suena MYA Tour que inició en julio del 2021 en Córdoba y recorrió el resto del interior del país.
A fines del 2021, MYA colaboró con el cantante argentino Lauta en el remix de la canción «Insta», donde también participó Rombai. Poco después, se lanzó su colaboración con el cantante venezolano Fabro en el sencillo «Suelta, sola y tranquila», que alcanzó el puesto 86 en Argentina. A inicios del 2022, MYA junto a Luck Ra formaron parte del remix «Lado triste» de Migrantes, que en Argentina logró la posición número 66 del ranking Hot 100.
Poco después, se unieron a la cuarta temporada de La voz Argentina como el quinto coach para la sección El regreso que se emite en la plataformas digitales de Telefe, donde los participantes que no fueron elegidos en las audiciones a ciegas, tienen una nueva oportunidad de ser elegidos por MYA para regresar a la competencia. Luego, siguieron con el lanzamiento de una serie de colaboraciones que incluyeron «Amarte así» con Alejandro Lerner, «Mal de amor» con Manuel Turizo y «Nunca soltamos» con Abel Pintos.

### 2023-2024:Blanco y negroy disolución
MYA lanzó su primer sencillo del 2023 en febrero titulado «Legendaria» junto al dúo colombiano Cali & el Dandee. En abril de ese año, el dúo lanzó el sencillo «Chanel de coco» en colaboración con Rusherking como parte de un proyecto audiovisual enfocado en la interpretación en vivo. También formaron parte de este proyecto las canciones «Corazón guerrero» con La K'onga, «Que pasará» con Dread Mar-I, «Prisionero» con Ulises Bueno y «Si tú la ves» con Ráfaga.
A fines del 2023, MYA participó en los remixes de las canciones «Lejos» de la cantante argentina Valentina Olguín y «Bronceado» junto a la banda uruguaya Márama y el cantante Robleis. En mayo de 2024, el dúo colaboró en una nueva versión de la canción «Entre la tierra y el cielo» con Los Nocheros y Emanero. Después, lanzaron su primera canción propia del año llamada «Lunar», que funcionó como el primer sencillo de su tercer álbum de estudio. A este lanzamiento, le siguió la publicación de su segundo sencillo «El proceso».
En agosto de 2024, el dúo lanzó su tercer sencillo «Soy» y confirmaron que el título de su tercer disco sería Blanco y negro. Ese mismo mes, anunciaron su gira Blanco y negro Tour que iniciaría en noviembre en la ciudad de Rosario y luego recorrería otras provincias de Argentina. Luego, el 12 de septiembre, lanzaron su cuarto sencillo «Si pudiera», una balada de desamor. El 23 de octubre de ese año, el dúo publicó su tercer álbum de estudio Blanco y negro y en simultáneo lanzaron el quinto sencillo «Blanco y negro». El 13 de noviembre, el dúo anunció que después de su gira se separarían para continuar sus carreras como solistas.

## Miembros

### Máximo Espíndola

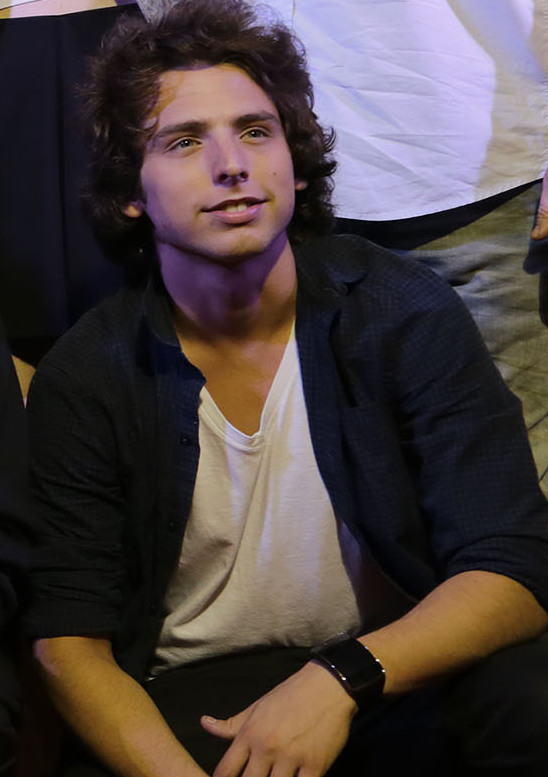
Máximo Espíndola.

Máximo Eduardo Espíndola (San Miguel de Tucumán, Tucumán; 3 de diciembre de 1994) es actor y cantante, hijo de Eduardo Espíndola y Priscila Regginato, una bailarina, y tiene 7 hermanos. Estudió en el colegio Pablo Apóstol de Yerba Buena. Desde temprana edad demostró interés por la música, ya que a los 11 años participó del reality Mini Music (2005) emitido dentro del programa de Susana Giménez donde cantó un tema de Leonardo Favio y se convirtió en uno de los 5 ganadores que tuvieron como premio grabar un disco bajo el sello discográfico EMI. En 2008, participó del programa de talentos El casting de la tele emitido por El trece, donde interpretó un tema de David Bisbal y Cacho Castaña. En 2012, se presentó en el reality Soñando por cantar emitido por El trece, donde se destacó y recibió el reconocimiento del jurado integrado por Valeria Lynch, Patricia Sosa, Alejandro Lerner y Oscar Mediavilla. Su participación en el concurso lo llevó también a aparecer en el programa La cocina del show donde interpretó algunas canciones. En 2013, adicionó por un papel en la tira juvenil Aliados creada por Cris Morena. Allí interpretó a Gopal, un ser de luz encargado de cumplir con una misión en la Tierra. Asimismo, participó de la versión teatral de la serie en el Teatro Gran Rex y de la grabación del disco de la misma.
En 2014, volvió a repetir su papel de Gopal en Aliados y ese mismo año fue invitado a realizar una participación especial en el ciclo de imitaciones Tu cara me suena emitido por Telefe, donde personificó a Aladdin para acompañar a Ángela Torres en el cuadro musical de «Un mundo ideal». En 2015, realizó una presentación musical junto a Bernasconi en los Fans Awards y tenía planes lanzar su carrera musical solista. En 2016, participó de algunas funciones de la obra teatral Peter Pan, todos podemos volar en reemplazo de Fernando Dente en el teatro Gran Rex y protagonizó la obra El club del chamuyo, el musical dirigido por Ezequiel Sagasti, donde interpretó a Bobby en el teatro Metropolitan. En 2017, realizó sus últimas apariciones actorales, jugando el papel de Benjamín en la serie web Secretarias de Telefe y se encargó de interpretar a Matías en la telenovela cómica Quiero vivir a tu lado de El trece.

### Agustín Bernasconi

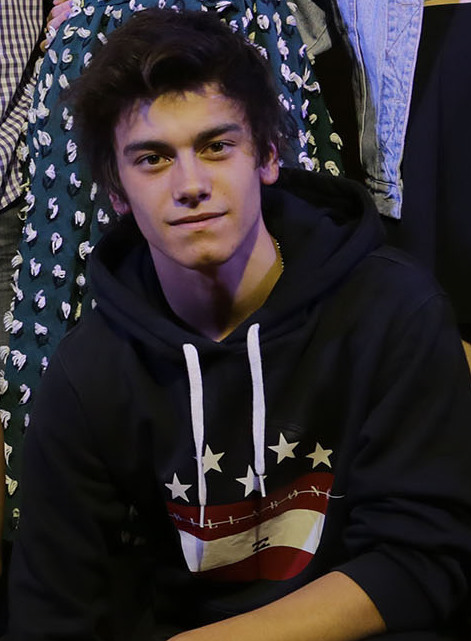
Agustín Bernasconi.

Agustín Bernasconi (Río Tercero, Córdoba; 15 de octubre de 1996) es actor y cantante, hijo de Diego Bernasconi y Claudia Aspitarte, y tiene un hermano mayor llamado Santiago, si bien nació en Río Tercero, Bernasconi se crio y vivió en Villa Rumipal. Su primera aparición en televisión, fue en Soñando por cantar, el mismo reality en el cual participó Espíndola, que al igual que él logró conseguir elogios del jurado, ya que ganó una beca para estudiar en la Escuela Musical de Valeria Lynch, donde asistió y se formó por meses; y a su vez tuvo una aparición en La cocina del show. En 2013, al igual que Espíndola se presentó en el casting de Aliados y luego se formó en los talleres de actuación, canto y baile brindados por Cris Morena. En la serie interpretó a Manuel Ramírez, un joven que sufre bullying en su colegio luego de que se descubre un video de él cantando una canción de Azul Medina (Oriana Sabatini), de quién es un gran fanático. Al igual que Espíndola, participó en la versión teatral, en la grabación del disco de la serie y volvió a repetir su papel en 2014. Ese año, recibió una nominación a los Fans Awards en la categoría Voz Dorada. Al año siguiente, junto a Espíndola ganan un premio Fans Awards en la categoría Cantate Otra.
En 2015, Bernasconi se unió al elenco principal de la tira juvenil Soy Luna estrenada en 2016 por Disney Channel, donde interpretó a Gastón Perida, quién protagonizó una historia de amor con Nina Simonetti (Carolina Kopelioff). En marzo de 2017, junto al elenco se embarcaron en la gira Soy Luna en concierto que recorrió toda América Latina. A partir de la tercera temporada, Agustín decidió abandonar la serie para enfocarse en el dúo musical formado con Espíndola, sin embargo, realizó algunas apariciones sobre el final de la ficción. En 2016, por su popularidad en la serie recibió un premio en los Kids' Choice Awards Argentina en la categoría chico trendy y volvió a ganar el mismo premio en la edición de 2017. En 2018, fue nominado en dichos galardones en la categoría actor favorito por su labor en Soy Luna.

## Discografía
- Hoy (2019)
- Suena MYA! (2021)
- Blanco y negro (2024)

## Giras musicales
Anfitrión
- Suena MYA Tour (2021-2022)
- Blanco y negro Tour (2024)

Múltiples artistas
- High School Nation Tour (2019)

## Televisión
| Año  | Título                       | Rol          | Notas                                    |
| ---- | ---------------------------- | ------------ | ---------------------------------------- |
| 2017 | Susana Giménez               | Ellos mismos | Sketch: «La película de Susana, 30 años» |
| 2020 | Bia                          | Ellos mismos | Episodio 20 (Temporada 2)                |
| 2022 | La voz Argentina: El Regreso | Coaches      | Temporada 2                              |

## Premios y nominaciones
| Año  | Premio                        | Categoría                                                          | Trabajo nominado              | Resultado | Ref.          |
| ---- | ----------------------------- | ------------------------------------------------------------------ | ----------------------------- | --------- | ------------- |
| 2017 | Premios Martín Fierro Digital | Mejor video musical del año                                        | «Amor Prohibido»              | Nominados | [ 5 ]         |
| 2017 | Billboard Argentina Awards    | Mejor artista en crecimiento                                       | MYA                           | Nominados | [ 47 ]        |
| 2018 | Kids' Choice Awards Argentina | Artista nuevo favorito                                             | MYA                           | Ganadores | [ 14 ]        |
| 2018 | Fans Awards                   | Puro talento                                                       | MYA                           | Ganadores | [ 48 ]        |
| 2018 | Premios Martín Fierro Digital | Mejor producción musical                                           | MYA                           | Nominados | [ 49 ]        |
| 2019 | Premios Quiero                | Mejor video – Banda                                                | «Te Vas»                      | Ganadores | [ 50 ]        |
| 2020 | Premios Carlos Gardel         | Mejor álbum – Grupo pop                                            | Hoy                           | Nominados | [ 19 ]        |
| 2020 | El Foco Awards                | Mejor artista latino                                               | MYA                           | Nominados | [ 51 ]        |
| 2020 | Premios BAMV Fest             | Video favorito (compartido con Emilia)                             | «Histeriqueo»                 | Ganadores | [ 52 ]        |
| 2020 | Premios Quiero                | Mejor encuentro extraordinario (compartido con Emilia)             | «Histeriqueo»                 | Nominados | [ 53 ]        |
| 2020 | Latin Music Italian Awards    | Mejor dúo o grupo latino                                           | MYA                           | Nominados | [ 54 ]        |
| 2021 | Premios Quiero                | Mejor video pop (compartido con Tini y Duki)                       | «2:50 (Remix)»                | Nominados | [ 55 ]        |
| 2021 | Premios Quiero                | Mejor video del año (compartido con Tini y Duki)                   | «2:50 (Remix)»                | Nominados | [ 55 ]        |
| 2021 | Premios BAMV Fest             | Video favorito (compartido con Tini y Duki)                        | «2:50 (Remix)»                | Nominados | [ 56 ]        |
| 2022 | Kids' Choice Awards México    | Artista argentino                                                  | MYA                           | Nominados | [ 57 ]        |
| 2022 | Premios Carlos Gardel         | Mejor álbum – Grupo pop                                            | Suena MYA!                    | Nominados | [ 58 ]        |
| 2022 | Premios Quiero                | Mejor video pop (compartido con Emilia)                            | «BB»                          | Ganadores | [ 59 ]        |
| 2023 | Premios Quiero                | Mejor encuentro extraordinario (compartido con Rusherking)         | «MYA Live P1: Chanel de coco» | Ganadores | [ 60 ] [ 61 ] |
| 2023 | Premios Quiero                | Mejor video pop (compartido con Rusherking)                        | «MYA Live P1: Chanel de coco» | Nominados | [ 60 ] [ 61 ] |
| 2024 | Premios Graffiti              | Mejor canción de música tropical (compartido con Márama y Robleis) | «Bronceado (remix)»           | Nominados | [ 62 ]        |
| 2024 | Premios Quiero                | Mejor video fiesta (compartido con Márama y Robleis)               | «Bronceado (remix)»           | Nominados | [ 63 ]        |